# Beloha (distrikt)
Beloha District är ett distrikt i Madagaskar.   Det ligger i regionen Androyregionen, i den södra delen av landet, 700 km söder om huvudstaden Antananarivo.